# Daniel H. Craig
Pour les articles homonymes, voir Craig.
Daniel H. Craig est un journaliste américain né en 1814. Il fut l'un des premiers directeurs généraux de l'Associated Press, de 1851 à 1856.

## Biographie
Daniel H. Craig est né à Rumney, dans le New Hampshire en 1814. Sans faire d'études, il démarre comme apprenti-imprimeur à la Gazette de Plimouth, dans le Massachusetts. À l'âge de 21 ans, en 1835, il commence à utiliser des pigeons voyageurs pour accélérer la diffusion des nouvelles.
À la fin des années 1830, il se rend à Baltimore et s'associe avec le propriétaire du Philadelphia Public Ledger, Arunah Shepherdson Abell, qui décide de lancer en 1837 son premier journal à bon marché, pour seulement un pence, le Baltimore Sun. À Baltimore, les pigeons de Craig servent à acheminer les nouvelles de Washington, la ville voisine. Neuf ans plus tard, Arunah Shepherdson Abell sera le premier journaliste à transmettre le message du président John Tyler du 11 mai 1846 annonçant la guerre américano-mexicaine, via un pony express depuis la Nouvelle-Orléans, puis à en lancer un autre avec les éditeurs du New Orleans Daily Picayune, qui permettra de révéler la fin du siège de Veracruz.
À partir de juillet 1840, Daniel Craig se spécialise dans les nouvelles européennes, lorsque la Cunard Line lance la première ligne transatlantique à vapeur pour passagers, avec un service de courrier transatlantique. Il déménage à Boston et se rend régulièrement sur la côte est du Canada, à Halifax (Nouvelle-Écosse), premier port d'arrivée des navires européens, où il embarque, prend connaissance des nouvelles, et en fait un résumé qu'il expédie par pigeon dès qu'il est à cinquante kilomètres des côtes, pour publication dans le Daily Mail de Boston. Les nouvelles les plus urgentes sont rédigées sur du tissu ultra fin, enroulé autour des pattes des oiseaux. Sa femme Helena les réceptionne à Boston et transmet les nouvelles aux clients.
Daniel Craig travaille aussi pour des spéculateurs de Wall Street comme Jacob Little.
James Gordon Bennett senior, fondateur du New York Herald lui propose que ces nouvelles soient ensuite republiées rapidement dans son propre journal, à New York, et lui offre 500 dollars pour chaque heure qu'il fera gagner à la diffusion des nouvelles,.
En février 1849, la New York Associated Press ouvre son premier bureau à l'étranger à Halifax. Il se porte volontaire. Le journaliste est installé dans le seul grand port canadien libre de glaces toute l'année, première étape des navires traversant l'Atlantique, afin de recueillir des informations des bateaux en provenance de l'Europe, plusieurs jours avant leur arrivée à New York.
L'agence se paie alors les services du Pony express de Nouvelle-Écosse : plusieurs cavaliers se relaient pour relier à bride abattue Halifax à Victoria Beach, près de Digby, à 243 kilomètres à l'ouest, en traversant la Nouvelle-Écosse de part en part, pendant onze heures et demie. Ensuite, de Digby, un steamer rapide, le Buena Vista traverse la Baie de Fundy pour arriver à Saint John au Nouveau-Brunswick, terminus d'une ligne télégraphique nouvellement construite. De là, les nouvelles sont télégraphiées à New York. Elles arrivent juste avant le cavalier de son grand rival, Francis Ormand Jonathan Smith.
Daniel Craig obtient par ce biais l'exclusivité de l'information sur une tentative d'assassinat de la Reine Victoria à Londres, transmise à New York par bateau, cheval et télégraphe. Il doit se battre contre les vexations endurées par l'Associated Press de la part des opérateurs de télégraphe. L'agence profite aussi de son bureau de Halifax pour livrer aussi plus vite les journaux européens le long de la côte, en passant par Boston.
En 1866, Craig est renvoyé par la New York Associated Press qui lui reprochait d'avoir été approché par la grande compagnie de télégraphe, la Western Union pour créer une société concurrente. Il monte alors sa propre entreprise, la United States and Europe Telegraphic Association, en reprenant une bonne partie des employés de la New York Associated Press. Il obtient alors deux types de clients : ceux qui veulent des nouvelles très rapidement, pour des raisons boursières le plus souvent, et ceux qui acceptent de les recevoir un peu après que la New York Associated Press les a déjà données.
Il a parallèlement amassé une fortune dans la mise en place de circuits de télégraphie pour transmettre les nouvelles.